# Plebejus korshunovi
Plebejus korshunovi är en fjärilsart som beskrevs av Shtandel 1960. Plebejus korshunovi ingår i släktet Plebejus och familjen juvelvingar. Inga underarter finns listade i Catalogue of Life.